# Filippo Fasio Capponi
Filippo Fasio Capponi (falecido em outubro de 1570) foi um prelado católico romano que serviu como bispo de Lettere-Gragnano (1570).

## Biografia
No dia 9 de junho de 1570, Filippo Fasio Capponi foi nomeado durante o papado de Pio V como Bispo de Lettere-Gragnano, onde serviu como bispo até à sua morte em outubro de 1570.